# سودان فرانسه
سودان فرانسوی (فرانسوی: Soudan français‎ ; عربی: السودان الفرنسی as-Sūdān al-Faransī) یک قلمرو استعماری فرانسه در فدراسیون آفریقای غربی فرانسه از حدود سال ۱۸۸۰ تا ۱۹۵۹ بود که به فدراسیون مالی پیوست و سپس در سال ۱۹۶۰ به کشور مستقل مالی تبدیل شد. این مستعمره از سال ۱۸۹۰ تا ۱۸۹۹ و سپس مجدداً از سال ۱۹۲۱ تا ۱۹۵۸ به‌طور رسمی سودان فرانسوی نامیده می‌شد و در طول عمر خود نام‌های مختلفی داشت. این مستعمره در ابتدا عمدتاً به عنوان یک پروژه نظامی به رهبری نیروهای فرانسوی تأسیس شد، اما در اواسط دهه ۱۸۹۰ تحت مدیریت مدنی قرار گرفت.
سازماندهی مجدد بخش‌های اداری این کشور در اوایل دهه ۱۹۰۰ باعث افزایش مدیریت فرانسه بر مسائلی مانند کشاورزی، مذهب و برده‌داری شد. پس از جنگ جهانی دوم، راهپیمایی دمکراتیک آفریقا (RDA) به رهبری مودیبو کیتا به مهم‌ترین نیروی سیاسی در جهت استقلال این کشور تبدیل شد.
سودان فرانسه در ابتدا روابط نزدیک خود را با فرانسه حفظ کرد و در سال ۱۹۵۹ به یک فدراسیون کوتاه مدت با سنگال پیوست، اما روابط دو کشور به سرعت سردی‌گرائید. در سال ۱۹۶۰، سودان فرانسه رسماً به جمهوری مالی تبدیل شد و شروع به فاصله گرفتن از سنگال و فرانسه کرد.

## کتابشناسی - فهرست کتب
کتاب‌ها و مقالات مجلات
- - Becker, Laurence C. (1994). "An Early Experiment in the Reorganisation of Agricultural Production in the French Soudan (Mali), 1920–40". Africa. 64 (3): 373–390. doi:10.2307/1160787. JSTOR 1160787.
- Bigon, Liora (2015) "Military Settlement Forms in Colonial Dakar and Western Sudan: Hesitative Moments" Journal of Asian and African Studies, doi: 10.1177/0021909614548240
- de Bruijn, Mirjam; Pelckmans, Lotte (2005). "Facing Dilemmas: Former Fulbe Slaves in Modern Mali". Canadian Journal of African Studies. 39 (1): 69–95.-
- Klein, Martin A. (2005). "Concept of Honour and the Persistence of Servility in the Western Soudan". Cahiers d'Études Africaines. 45 (179/180): 831–851. doi:10.4000/etudesafricaines.5665.
- Mann, Gregory (2003). "Fetishizing Religion: Allah Koura and French 'Islamic Policy' in Late Colonial French Soudan (Mali)". The Journal of African History. 44 (2): 263–282. doi:10.1017/s0021853703008442.
  - Mauxion, Aurelien (2012). "Moving to Stay: Iklan Spatial Strategies Towards Socioeconomic Emancipation in Northern Mali, 1898–1960". The Journal of African History. 53 (2): 195–213. doi:10.1017/s0021853712000394.
- O'Brien, Donal Cruise (1967). "Towards an 'Islamic Policy' in French West Africa, 1854–1914". The Journal of African History. 8 (2): 303–316. doi:10.1017/s0021853700007076.
- Seddon, David (2000). "Unfinished business: Slavery in Saharan Africa". Slavery & Abolition. 20 (2): 208–236. doi:10.1080/01440390008575313.
  - "France in Cotton Project: Plan Immense African Irrigation Scheme to Produce Own Supply". The New York Times. 22 May 1921. p. 4.
- Durdin, Tillman (11 April 1957). "French Yielding in West Africa: Elections under New System Provide Greater Control by Negro Inhabitants". The New York Times. p. 3.
- "Links Kept in French Sudan Vote". The Washington Post. 25 November 1958. p. A5.
- Cutler, B.J. (18 January 1959). "4 French West Africa States Form a Nation: will Keep Ties with Paris, but can Secede Freely Under Constitution". New York Herald Tribune. p. 1.
- Teltsch, Kathleen (5 April 1959). "Africans Speed Pace of Drive for Freedom: Unrest and Violence are Growing as Movement Gains Momentum". p. E4.
- Howe, Russell (26 April 1959). "2-Party System Fails in Africa". The Washington Post. p. E5.